# Sheridan, squadra omicidi
Sheridan, squadra omicidi è una miniserie televisiva di genere poliziesco basata sulle avventure dell'investigatore della sezione omicidi della polizia di San Francisco tenente Sheridan, interpretato dall'attore Ubaldo Lay. Andò in onda nel 1967 come naturale prosecuzione delle precedenti serie trasmesse ad inizio anni sessanta, Giallo club. Invito al poliziesco e Ritorna il tenente Sheridan.

## Programmazione
La serie, comprensiva di cinque puntate di circa un'ora, andò in onda sul Secondo programma fra il 13 ottobre e il 10 novembre 1967.
La regia era di Leonardo Cortese mentre i soggetti di ciascuna puntata erano firmati dal classico terzetto di autori di questi telefilm polizieschi, Mario Casacci, Alberto Ciambricco e Giuseppe Aldo Rossi. Delegato RAI alla produzione era Andrea Camilleri.
Come nelle altre serie riguardanti il tenente Sheridan, agli attori fissi - Ubaldo Lay, nel ruolo del protagonista, con i comprimari Carlo Alighiero e Sandro Moretti - si affiancavano diversi artisti di estrazione teatrale o con esperienze televisive prettamente funzionali agli sceneggiati televisivi in voga a quell'epoca.

## Episodi
Questi i titoli dei cinque telefilm che componevano la miniserie:
| Ep. | Titolo                      | Interpreti | Scenografia     | Costumi         |
| --- | --------------------------- | --- | --------------- | --------------- |
| 1   | Paso Doble                  | Sergio Fantoni, Pino Ferrara, Clely Fiamma, Valentina Fortunato, Enrico Luzi, Gastone Pescucci, Franco Odoardi, Tullio Valli, Augusto Mastrantoni, Maria Grazia Marescalchi, Alfredo Dari | Emilio Voglino  | Enrico Rufini   |
| 2   | Recita a soggetto           | Emy Eco, Lilli Lembo, Giorgio Gusso, Ennio Balbo, Adriano Micantoni, Fanny Marchiò, Franco Odoardi, Alfredo Dari, Evar Maran, Mario Erpichini                                             | Emilio Voglino  | Enrico Rufini   |
| 3   | Paura delle bambole         | Giuliana Lojodice, Vittorio Sanipoli, Silvio Spaccesi, Mara Berni, Corrado Olmi, Franco Odoardi, Adriano Micantoni, Evar Maran, Attilio Duse, Bianca Manenti                              | Emilio Voglino  | Enrico Rufini   |
| 4   | Processo di seconda istanza | Bianca Toccafondi, Paola Barbara, Renato De Carmine, Gianfranco Ombuen, Alessandro Sperlì, Gabriella Andreini, Luigi Lavagetto, Adriana Vianello                                          | Antonio Capuano | Vera Carotenuto |
| 5   | Soltanto una voce           | Paolo Graziosi, Carla Gravina, Riccardo Garrone, Antonio Pierfederici, Walter Maestosi, Flora Lillo, Mariolina Bovo, Linda Sini, Giuseppe Porelli, Elena Sedlak, Tony Dimitri, Leo Gavero | Emilio Voglino  | Silvana Pantani |